# Ignasi Sagnier Vidal
Ignasi Sagnier Vidal   (Barcelona, 1901 - Barcelona, 1977) fou un esportista i dirigent esportiu català.
Va ser un actiu esportista durant la seva joventut, en la qual va practicar el tennis, l'esquí i l'automobilisme, modalitat en la qual abans de fer tasques directives va guanyar importants proves de regularitat. El mes de juliol de 1939, en acabar la Guerra Civil Espanyola, va estar designat delegat responsable de motociclisme a Catalunya per part del Comitè Olímpic Espanyol i el Consejo Nacional de Deportes i va ser el primer president de la Federació Catalano-Balear, antecedent de la Federació Catalana de Motociclisme, creada per la Delegación Nacional de Deportes el mes de juny de l'any 1944. Va ocupar-ne la presidència fins al 8 de gener de 1957, quan va ser nomenat vicepresident segon de la Federació Espanyola. D'altra banda, també va ser l'introductor del tennis de taula en el RCT Barcelona, entitat de la qual era soci.